# EADS Astrium

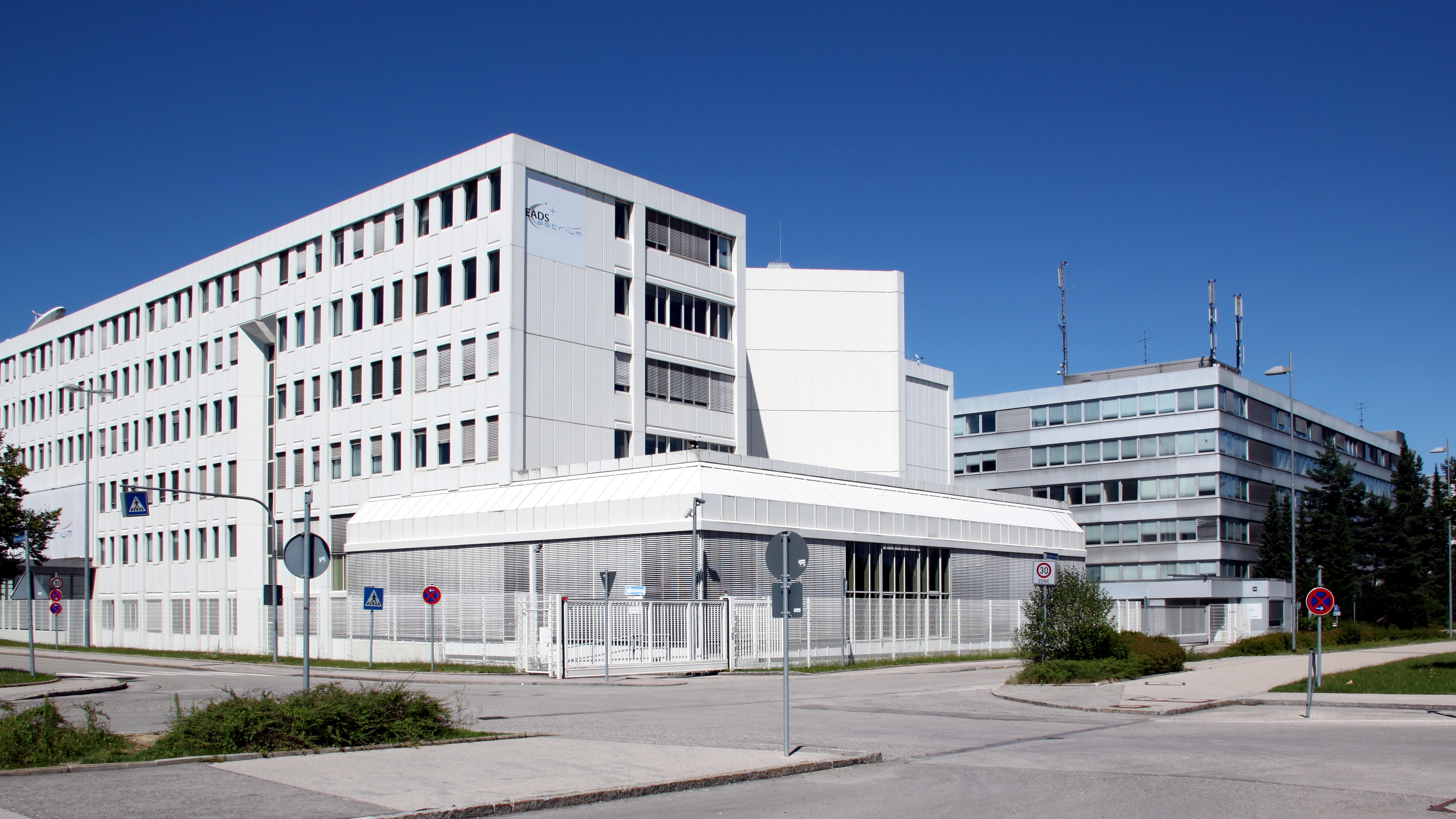
Astrium de European Aeronautic Defence and Space Company (EADS)

Astrium, división espacial de EADS, era un fabricante espacial europeo involucrado en el desarrollo y fabricación de equipos y vehículos espaciales, lanzaderas para poner estos en órbita y servicios de comunicación protegida y navegación basados en satélites. En 2008, Astrium facturó unos 4 300 millones de euros con 15 000 empleados en Alemania, España, Francia, Países Bajos y Reino Unido.

## Historia
Astrium se formó en 2000 por la unión de Matra Marconi Space (Francia, Reino Unido), la división espacial de Daimler Chrysler Aerospace AG y Computadores Redes e Ingeniería SA. Desde entonces Astrium era una empresa conjunta de EADS y BAE Systems.
El 16 de junio de 2003, BAE Systems vende su 25 % a EADS, por lo que este se convierte en único accionista. Astrium se convirtió en EADS Astrium en una reestructuración de EADS para formar EADS Espacio, del que también forman parte EADS Transporte Espacial y EADS Servicios Espaciales. 
En esta reestructuración la división de infraestructuras espaciales de Astrium pasó a EADS Transporte Espacial. La empresa Paradigm Secure Communications, creada por el contrato con el ministerio de defensa británico para el Skynet 5, se convirtió en la matriz de EADS Servicios Espaciales.
En 2014, Astrium se integra orgánicamente con Airbus Defence and Space y sus filiales son fusionadas o renombradas como Airbus Defence and Space.

## Actividades
Astrium dividía sus actividades en tres secciones o unidades de negocio:
- Astrium Satellites: Dedicada al diseño y fabricación de sistemas de satélites para diferentes usos: comerciales, militares, científicos, etc. Empleados: 8 348
- Astrium Services: Proveía servicios de comunicaciones militares protegidas y de vigilancia vía satélite. También ofrecía servicios civiles de navegación. Era el socio principal del consorcio creado para gestionar el sistema de posicionamiento por satélite Galileo. Empleados: 2 200
- Astrium Space Transportation: Dedicada al diseño, fabricación y producción de transporte espacial tripulado y no tripulado. Era la contratista principal para la fabricación de la lanzadera Ariane, el módulo Columbus de la Estación Espacial Internacional (EEI) y del vehículo ATV de abastecimiento de la estación. Empleados: 4 397

## Programas
| - Amazonas - Anik F1R y F3 - Arabsat 4A y 4B - Astra 3B, 2B y 1M - Eutelsat W1 - Eutelsat W2M - Eutelsat W3A - Hellas-Sat - Hispasat 1A y 1B - Hot Bird 2-5 - Hot Bird 7 - Hot Bird 8 - Inmarsat 4 F1, F2 y F3 - Intelsat 10-02 - Nilesat 101 y 102 - Nimiq 4 - Orion-1 - ST-1 - Stentor - Telecom 2 - WorldStar - EGNOS - Galileo | - ADM-aeolus - Champ - CryoSat - Demeter - ERS - Envisat - GOCE - Grace - Komnsat-2 - MSG - Meteosat - Metop 1, 2, 3 - MicroSAR - satélites Pléiades - satélite Kompsat-2 - Silez - SPOT 1 - SPOT 2 - SPOT 4 - SPOT 5 - TerraSAR-X | - Essaim - Helios 1 - Helios 2 - Manpack - Master - Myriade - Scot - Skynet 4/NATO IV - Skynet 5 - Cassini/Huygens - Cluster II - Herschel - INTEGRAL - LISA Pathfinder - Mars Express / Beagle 2 - Rosetta - Ulysses - Venus Express - XMM-Newton |